# Carl Fredrik af Wingård
Carl Fredrik af Wingård, född den 26 september 1781 i Stockholm, död 19 september 1851 på sin egendom Sunnersta utanför Uppsala, var en svensk ärkebiskop, politiker, en av rikets herrar samt ledamot av Svenska Akademien.
Wingård var biskop i Göteborg 1818–1839, ärkebiskop 1839–1851 samt ledamot av Svenska Akademien från  1837 på stol nummer 10.

## Biografi
af Wingård blev student vid Uppsala universitet 1796, och tog sin magisterexamen där 1803. Han utnämndes till bibliotekarie vid Göteborgs gymnasium den 5 april 1803, blev adjunkt där 19 februari 1805 och lektor i vältalighet och poesi den 15 maj 1805. Vidare blev han ledamot av Kungliga Vetenskaps- och Vitterhetssamhället i Göteborg 1803, dess ordförande 1811 och sekreterare 1815. af Wingård erhöll titeln professor 1810. Han utnämndes av Kungl. Maj:t den 2 november 1814 till kurator för Kungliga och Hvitfeldtska stipendierna. Han blev sekreterare i Göteborgs stifts bibelssällskap 1813, sekreterare i Göteborgs och Bohus läns hushållningssällskap 1814 och dess vice ordförande 1818, ledamot av Kungliga Lantbruksakademien 1815 samt ledamot av Evangeliska sällskapet och Svenska Bibelsällskapet 1817. Han var preses i Samfundet Pro Fide et Christianismo 1839-40.
af Wingård prästvigdes den 18 november 1817, disputerade med "Theologiska Theser" den 13 april 1818 och fick sin examen den 30 april samma år. Han blev teologie doktor primus i Uppsala 1818. Han blev biskop i Göteborgs stift och kyrkoherde i Fjärås den 8 juli 1818. af Wingård blev ledamot av Nordstjärneorden den 3 september 1818 samt kommendör den 28 januari 1824. Han grundade Göteborgs Missionssällskap år 1835. Medlem av Sparbanksdirektionen. Tillsammans med bland andra landshövdingen Axel von Rosen grundade han år 1819 stiftelsen De fattiges vänner.
Han kallades 1837 till Svenska akademien (där företrädaren var greve Gustaf Lagerbielke), invaldes 1838 som ledamot nummer 460 av Kungliga Vetenskapsakademien, utnämndes 1839 till ärkebiskop och prokansler i Uppsala, samt erhöll serafimerordens insignier 1841.
af Wingård bodde från 1820 i biskopshuset på Västra Hamngatan 17, men även många år på egendomen Wilhelmsberg, i närheten av Örgryte gamla kyrka. Bland hans främsta vänner räknas Esaias Tegnér, som ofta besökte honom i Göteborg.

## Familj
Släkten Wingård inflyttade till nuvarande Sverige under första halvan av 1600-talet med Anders Nilsson Wingård, son till Niels Hansen Wingaard på Falster i Danmark. Carl Fredrik af Wingård var son till biskopen i Göteborgs stift Johan Wingård och Fredrika af Darelli. Hans bror var militären och författaren Johan Didrik af Wingård (1778–1854) och syster var Helena Johanna, gift med greve C M Wrangel.
Han gifte sig den 2 juli 1807 med Anna Fredrika Åkerman (1789–1851), dotter till en landskamrerare. Äktenskapet blev barnlöst och hustrun utvecklade tidigt en sinnessjukdom som under 25 år knöt henne till hemmet. Carl Fredrik af Wingård är begravd på Tölö kyrkogård.

## Eftermäle
Vad hans personlighet beträffar, skriver historikern D. Fehrman uttömmande i sitt lokalhistoriska arbete, "Carl Fredrik af Wingård såsom biskop öfver Göteborgs Stift." (Lunds Universitets Årsskrift 1908) att:
| ” | Vi minnas, säger Fehrman, hans lust att briljera, hans stolthet över vad han verkligen uträttat, hans snarstuckenhet och brist på hänsyn... hans hårda, nedsättande, orättvisa omdömen om andra, hans begär att få härska. En sak, som särskilt är att lägga märke till, är hans uppträdande, så snart det gällde att tävla med andra om någon befordran eller någon utmärkelse. En sådan tävlan visar sig städse ägnad att framhålla hans sämsta sidor. Han ställer sig själv i centrum, som om allt måste röra sig blott kring ens egen person eller som om över huvud taget ingen annan ägde någon rättighet... Man har ej rätt tvivla, att hans religiositet varit uppriktig, men den kvarlämnar dock ett märkvärdigt kallt och ansträngt intryck. | „ |